# Villar de Domingo García
Villar de Domingo García – gmina w Hiszpanii, w prowincji Cuenca, w Kastylii-La Mancha, o powierzchni 76,83 km². W 2011 roku gmina liczyła 238 mieszkańców.